# Биби-ка-Макбара
Биби-ка-Макбара (урду بیبی كا مقبرا‎‎, маратхи बीबी का मकबरा) — мавзолей, построенный между 1651 и 1661 годами падишахом империи Великих Моголов Аурангзебом в память своей супруги Рабии уд-Дуррани или его сыном Мухаммадом Азам-шахом в честь матери. Расположен на северо-западной окраине Аурангабада. Известен как «Тадж-Махал для бедных», поскольку уступает по размеру и пышности Тадж-Махалу в Агре, по образцу которого построен.

## Архитектура
В истории архитектуры он демонстрирует имевший место общий переход от пышных и огромных построек времён ранних Моголов к более сдержанным строениям поздних Моголов.
Мавзолей облицован белым мрамором не полностью, а только по фасаду главного здания в высоту, немного превышающую человеческий рост. Остальная облицовка фасада сделана из светлого песчаника. Минареты мавзолея возведены из кирпича, отделаны особой штукатуркой из измельчённых ракушек и венчаются чатри.